# Miyu Maeda
Miyu Maeda (japanisch 前田 美優, Maeda Miyu; * 18. Juni 1996 in Mitoyo, Präfektur Kagawa) ist eine japanische Tischtennisspielerin. Durch gute Leistungen auf der World Tour qualifizierte sie sich zweimal für die World Tour Grand Finals und gewann mehrere Medaillen bei Jugend-Wettbewerben. 2017 sicherte sie sich Bronze im Mixed bei den Asienmeisterschaften. Sie ist Linkshänderin und verwendet die europäische Shakehand-Schlägerhaltung.

## Turnierergebnisse
| Verband | Veranstaltung             | Jahr | Ort               | Land | Einzel        | Doppel        | Mixed         | Team          | U-21          |
| ------- | ------------------------- | ---- | ----------------- | ---- | ------------- | ------------- | ------------- | ------------- | ------------- |
| JPN     | Asienmeisterschaft        | 2017 | Wuxi              | CHN  |               |               | Halbfinale    |               |               |
| JPN     | Asienspiele               | 2018 | Jakarta           | IDN  |               |               | letzte 16     | Viertelfinale |               |
| JPN     | Pro Tour                  | 2017 | Magdeburg         | GER  | Qual.         |               |               |               | Halbfinale    |
| JPN     | Pro Tour                  | 2016 | Panagjurischte    | BUL  | Halbfinale    |               |               |               | letzte 16     |
| JPN     | Pro Tour                  | 2015 | Incheon           | KOR  | Viertelfinale | Viertelfinale |               |               | Silber        |
| JPN     | Pro Tour                  | 2014 | Stockholm         | SWE  |               | letzte 16     |               |               | Halbfinale    |
| JPN     | Pro Tour                  | 2014 | Chengdu           | CHN  | Qual.         | Viertelfinale |               |               | letzte 16     |
| JPN     | Pro Tour                  | 2014 | Yokohama          | JPN  |               | letzte 16     |               |               | Halbfinale    |
| JPN     | Pro Tour                  | 2014 | Minsk             | BLR  | Viertelfinale |               |               |               | Silber        |
| JPN     | Pro Tour                  | 2014 | Subic-Bucht       | PHI  | Viertelfinale |               |               |               | letzte 16     |
| JPN     | Pro Tour                  | 2014 | Santiago de Chile | CHI  | Gold          |               |               |               | Gold          |
| JPN     | Pro Tour                  | 2014 | Almería           | ESP  | letzte 64     | letzte 16     |               |               | Viertelfinale |
| JPN     | Pro Tour                  | 2013 | Incheon           | KOR  | letzte 64     |               |               |               | letzte 32     |
| JPN     | Pro Tour                  | 2013 | Yokohama          | JPN  | Qual.         | letzte 16     |               |               | letzte 16     |
| JPN     | Pro Tour                  | 2012 | Olmütz            | CZE  | letzte 32     | letzte 16     |               |               | Viertelfinale |
| JPN     | Pro Tour                  | 2012 | Bremen            | GER  | letzte 64     | letzte 16     |               |               | letzte 32     |
| JPN     | Pro Tour                  | 2012 | Posen             | POL  | letzte 32     | Halbfinale    |               |               | letzte 16     |
| JPn     | Pro Tour                  | 2011 | Doha              | QAT  | letzte 64     | letzte 32     |               |               | Viertelfinale |
| JPN     | Pro Tour                  | 2010 | Kōbe              | JPN  | Qual.         | letzte 32     |               |               | Qual.         |
| JPN     | Pro Tour                  | 2010 | Wels              | AUT  | Qual.         |               |               |               | Viertelfinale |
| JPN     | Pro Tour                  | 2010 | Budaörs           | HUN  | letzte 64     | letzte 32     |               |               | letzte 16     |
| JPN     | World Tour Grand Finals   | 2016 | Doha              | QAT  |               |               |               |               | Viertelfinale |
| JPN     | World Tour Grand Finals   | 2014 | Lissabon          | POR  |               |               |               |               | Viertelfinale |
| JPN     | Weltmeisterschaft         | 2017 | Düsseldorf        | GER  |               |               | Viertelfinale |               |               |
| JPN     | Jugend-Asienmeisterschaft | 2013 | Doha              | QAT  | letzte 16     |               |               | Silber        |               |
| JPN     | Jugend-Asienmeisterschaft | 2011 | Neu-Delhi         | IND  | Viertelfinale |               |               | Silber        |               |
| JPN     | Jugend-Asienmeisterschaft | 2010 | Bangkok           | THA  | letzte 16     |               |               | Silber        |               |
| JPN     | Jugend-Weltmeisterschaft  | 2014 | Shanghai          | CHN  | letzte 16     | Viertelfinale | Viertelfinale | Silber        |               |
| JPN     | Jugend-Weltmeisterschaft  | 2012 | Hyderabad         | IND  | letzte 16     | Halbfinale    |               | Silber        |               |
| JPN     | Jugend-Weltmeisterschaft  | 2011 | Manama            | BRN  | letzte 16     | Viertelfinale |               | Silber        |               |
| JPN     | Jugend-Weltmeisterschaft  | 2010 | Bratislava        | SVK  | letzte 64     | Halbfinale    | letzte 16     | Gold          |               |